# Sindaco metropolitano
Nell'ordinamento giuridico italiano il sindaco metropolitano è l'organo monocratico a capo del governo di una città metropolitana, ente territoriale entrato in vigore in Italia il 1º gennaio 2015. Tale carica non fu introdotta dal D.Lgs. n. 267/2000 (Testo unico delle leggi sull'ordinamento degli enti locali) che, a differenza della legge n. 142/1990, non elencava gli organi della città metropolitana, ma è stata istituita e regolamentata dalla legge del 7 aprile 2014, n. 56 recante "Disposizioni sulle città metropolitane, sulle province, sulle unioni e fusioni di comuni".

## Funzioni

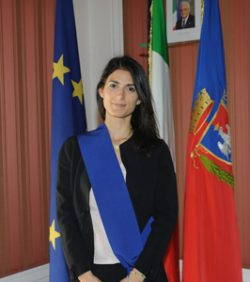
Virginia Raggi indossa a tracolla la fascia azzurra della Città metropolitana di Roma Capitale

Il sindaco metropolitano rappresenta l'ente, convoca e presiede il consiglio metropolitano e la conferenza metropolitana, sovrintende al funzionamento dei servizi e degli uffici e all'esecuzione degli atti ed esercita le altre funzioni attribuite dallo statuto. Propone al consiglio metropolitano gli schemi di bilancio da adottare e da sottoporre al parere della conferenza metropolitana.
Il sindaco metropolitano può nominare un vicesindaco, scelto tra i consiglieri metropolitani, stabilendo le eventuali funzioni a lui delegate e dandone immediata comunicazione al consiglio metropolitano. Il vicesindaco esercita le funzioni del sindaco metropolitano in ogni caso in cui questi ne sia impedito. Qualora il sindaco metropolitano cessi dalla carica per cessazione dalla titolarità dell'incarico di sindaco del proprio comune, il vicesindaco rimane in carica fino all'insediamento del nuovo sindaco metropolitano. Il sindaco metropolitano può altresì assegnare deleghe a consiglieri metropolitani, nel rispetto del principio di collegialità, secondo le modalità e nei limiti stabiliti dallo statuto.
Analogamente al presidente della provincia, il sindaco metropolitano indossa come segno distintivo una fascia di colore azzurro con lo stemma della Repubblica e lo stemma della propria provincia, da portare a tracolla.

## Modalità di elezione
Il sindaco metropolitano è di diritto il sindaco del comune capoluogo: a tal fine, tutti gli statuti delle città metropolitane individuano il capoluogo o la sede istituzionale dell'ente (con la sola eccezione della Città metropolitana di Bologna, nel cui statuto non è indicato alcun capoluogo o sede legale).
Al realizzarsi di ben precise condizioni, la legge del 7 aprile 2014, n. 56 consente però anche la possibilità che lo statuto della città metropolitana preveda l'elezione a suffragio universale del sindaco e del consiglio metropolitano con il sistema elettorale che dovrà essere determinato con legge statale.
Gli statuti delle città metropolitane di Roma Capitale, Milano e Napoli prevedono l'elezione diretta a suffragio universale del sindaco e dei consiglieri, nel caso in cui il parlamento vari una apposita legge elettorale che disciplini il voto. 
Lo statuto della città metropolitana di Genova prevede che il sindaco metropolitano possa essere eletto a suffragio universale e diretto, dopo che si siano realizzati i presupposti stabiliti dalla legge dello Stato e secondo le modalità stabilite dalla medesima. 
Gli statuti delle città metropolitane di Reggio Calabria e Venezia prevedono invece che il sindaco metropolitano ed il consiglio metropolitano siano eletti a suffragio universale, ove non sia prevista la divisione del comune capoluogo in più comuni; tuttavia attualmente la legge Delrio prevede invece espressamente per questi enti la necessità di suddivisione del capoluogo in più comuni al fine di poter eleggere i due organi a suffragio universale. Il 1º dicembre 2019 si è svolto a Venezia il quinto referendum per la separazione di Venezia e Mestre (consultazione che - in caso di successo - avrebbe reso possibile l'avvio dell'iter per arrivare all'elezione diretta degli organi metropolitani), ma non è stato raggiunto il quorum necessario.